# Spar- und Kreditbank Evangelisch-Freikirchlicher Gemeinden
Die Freikirchen.Bank eG ist eine Genossenschaftsbank mit Sitz in der hessischen Kreisstadt Bad Homburg vor der Höhe im Hochtaunuskreis.

## Geschichte

Historisches Logo

Historisches Logo

Die heutige Freikirchen.Bank eG (ehemalige Spar- und Kreditbank Evangelisch-Freikirchlicher Gemeinden eG) wurde am 23. August 1927 als Sparkasse deutscher Baptisten in Berlin gegründet.

Initiiert wurde die Gründung der freikirchlichen Sparkasse durch den Stuttgarter Wilhelm Baresel, der damals auch zum Bundesvorstand des deutschen Baptistenbundes gehörte. In seinem Einladungsschreiben zur Gründungsversammlung heißt es unter anderem: 

„Die Not vieler Gemeinden drängt dazu, die Spargelder unserer Gemeinden dem Bau von Versammlungshäusern und Predigerwohnungen zuzuführen, anstatt dass sie, wie es vielfach der Fall ist, durch Vermittlung von Sparkassen und Banken zu anderen Zwecken als der reinen Reich-Gottes-Arbeit zugeführt werden. Eingehende Beratungen mit sachkundigen Brüdern und sonstigen Sachverständigen hat ergeben, dass die Einrichtung einer Bundessparkasse in Form einer Genossenschaft der geeignete Weg zur Erreichung dieses Ziels ist.“

Am 30. Dezember 1927 erfolgte beim Amtsgericht Berlin-Mitte unter der Nummer 1727 die Eintragung in das Genossenschaftsregister. Ihren Sitz hatte die Sparkasse der deutschen Baptisten in der damaligen Zentrale der Freikirche in Berlin-Südende.
Nach dem Zweiten Weltkrieg wurde die Bank zur Spar- und Kreditbank Evangelisch-Freikirchlicher Gemeinden eG umbenannt und firmierte bis 2024 unter diesem Namen.
Seit dem Jahr 2020 tritt die Bank unter dem Namen und Webauftritt Freikirchen.Bank auf. Seit dem 9. September 2024 firmiert die Bank unter dem Namen Freikirchen.Bank eG.

## Rechtsverhältnisse
Die Freikirchen.Bank eG (ehemals Spar- und Kreditbank Evangelisch-Freikirchlicher Gemeinden eG) ist im Genossenschaftsregister beim Amtsgericht Bad Homburg v. d. H. unter GnR 120 eingetragen.

## Organisationsstruktur
Rechtsgrundlagen sind das Genossenschaftsgesetz und die durch die Vertreterversammlung beschlossene Satzung. Organe der Bank sind der Vorstand, der Aufsichtsrat und die Vertreterversammlung.

## Sicherungseinrichtung
Die Freikirchen.Bank eG ist der amtlich anerkannten Sicherungseinrichtung des Bundesverbandes der Deutschen Volksbanken und Raiffeisenbanken GmbH und der zusätzlichen freiwilligen Sicherungseinrichtung des Bundesverbandes der Deutschen Volksbanken und Raiffeisenbanken e. V. angeschlossen.